# Journal of Organic Chemistry
El Journal of Organic Chemistry (abreviado como J. Org. Chem. o JOC) es una publicación científica para contribuyentes originales de investigaciones fundamentales en química orgánica y bioorgánica. Es publicada por la American Chemical Society. El factor de impacto de este journal es 4,721 (2014).
JOC está indexado actualmente en: CAS, SCOPUS, EBSCOhost, British Library, PubMed, Ovid, Web of Science, Gale Group, Proquest, CABI y SwetsWise.
El actual redactor jefe es Scott J  Miller (Universidad de Yale).